# Municipio de Union (condado de Washington, Misuri)
El municipio de Union (en inglés: Union Township) es un municipio ubicado en el condado de Washington en el estado estadounidense de Misuri. En el año 2010 tenía una población de 3107 habitantes y una densidad poblacional de 25,29 personas por km².

## Geografía
El municipio de Union se encuentra ubicado en las coordenadas 38°1′47″N 90°43′3″O / 38.02972, -90.71750. Según la Oficina del Censo de los Estados Unidos, el municipio tiene una superficie total de 122.87 km², de la cual 122,23 km² corresponden a tierra firme y (0,52 %) 0,64 km² es agua.

## Demografía
Según el censo de 2010, había 3107 personas residiendo en el municipio de Union. La densidad de población era de 25,29 hab./km². De los 3107 habitantes, el municipio de Union estaba compuesto por el 98,13 % blancos, el 0,32 % eran afroamericanos, el 0,42 % eran amerindios, el 0,13 % eran asiáticos, el 0,1 % eran de otras razas y el 0,9 % eran de una mezcla de razas. Del total de la población el 0,74 % eran hispanos o latinos de cualquier raza.